# معاوية ولد سيدي أحمد الطايع
معاوية ولد سيدي أحمد ولد الطايع (من مواليد عام 1941 في مدينة أطار في الشمال الموريتاني) قيادي عسكري وسياسي، وهو الرئيس الخامس للجمهورية الإسلامية الموريتانية وأكثر من دام حكمه في رئاسة البلاد، فقد حكمها أزيد من 20 سنة، من 12 ديسمبر 1984 إلى 3 أغسطس 2005. كان ضابطا في الجيش الموريتاني، وأحد أهم قادته في حرب الصحراء الغربية، فقد كان مسؤولا عن التخطيط والاستيراتيجيات في الحرب التي كانت أقوى حرب عرفتها البلاد منذ الاستقال، ثم كان عضوا في مجموعة الضباط الانقلابيين الذين أطاحوا بالنظام المدني للرئيس المختار ولد داداه (أول رئيس للبلاد) في أعقاب حرب الصحراء في انقلاب يوليو 1978، قبل أن يستولي على الحكم في انقلاب عسكري آخر نهاية عام 1984 أطاح فيه بحكم زميله الرئيس العسكري الآخر محمد خونه ولد هيداله، ليحكم قبضته على البلاد لمدة عقدين، قبل أن يخرج من الحكم بنفس الطريقة بعدما أطاح به قادة جيشه في انقلاب عسكري جديد منتصف عام 2005، لجأ بعدها إلى النيجر لفترة قصيرة، ثم استقر في دولة قطر وبقي هناك معتزلا السياسة والشأن العام.

## حياته
تلقى تعليمه الابتدائي والثانوي في ولاية ترارزة التي عاد إليها لاحقا كمدرس في الابتدائية.
لكن «بريق» الجيش الذي كان طور التأسيس جذبه لتتغير حياته بشكل جذري، بطريقة دراماتيكية، أُرسل ولد الطايع في بعثة إلى فرنسا حيث التحق بالكلية الحربية، سلاح المدرعات عام 1958-1961م. ليواصل دراساته بمدرسة سان سير العسكرية وكان من أوائل ضباط الجيش الموريتاني الوليد، عاد بعدها للبلاد ليتقلد عدة مناصب عسكرية، إضافة لعمله لسنوات مرافقا عسكريا للرئيس الموريتاني الأسبق المختار ولد داداه، ونال ثقة الضباط الأوائل في الجيش.
كان أحد الذين شاركو بالانقلاب سنة 1978م وهو الانقلاب الذي أطاح بالرئيس المختار ولد داداه في نفس العام. عُيّن معاوية ولد طايع على إِثر ذلك الانقلاب وزيراً للدفاع، تقلد مناصب عديدة منها قيادة أركان الجيش والدرك ورئاسة الوزراء.

## انقلابه
في الأربعاء 12 ديسمبر 1984 قاد انقلاباً عسكرياً أبيضا أدى إلى خلع الرئيس محمد خونه ولد هيداله. بعد سنوات من توليه مقاليد الحكم أعلنت موريتانيا من خلال دستور يوليو 1991 عن نظام تعددي أجريت بموجبه أول انتخابات رئاسية في ديسمبر 1992 فاز فيها الرئيس معاوية بنسبة 62.65%. وأعيد انتخابه في ديسمبر 1997 في انتخابات رئاسية قاطعتها المعارضة بنسبة زادت على 73.25%. ليعود لاحقاً للفوز مجددا بالرئاسة في الانتخابات التي أجريت في 7 نوفمبر 2003 بنسبة 66.69 % من أصوات الناخبين، بعيد المحاولة الانقلابية الفاشلة (يونيو 2003).
اعتبرت المعارضة الانتخابات باطلة، وطالبت بإجراء انتخابات جديدة مجمعة على حدوث «أعمال تزوير» خلال العملية الانتخابية. حكم ولد الطايع البلاد 21 سنة، بنظام تعددي قريب من نظام الحزب الواحد، بواسطة الحزب الجمهوري الديمقراطي الاجتماعي الذي كان الحزب الأقوى حتى بعد سقوط الطايع. عرف العقد الأخير من حكمه إزدهارا اقتصاديا توج باكتشاف النفط وإلغاء الديون من طرف عموم المانحين، أقام علاقات دبلوماسية لأول مرة مع إسرائيل، تعرض لمحاولات عدة بقصد زعزعة نظامه نجم عنها اعتقال بعض من معارضيه وخصوصا من الأفارقة الزنوج في الثمانينات، واصطدم بالتيار الإسلامي الذي يتزعمه محمد الحسن ولد الددو خصوصا في السنوات الأخيرة. وقد نجا خلال فترة حكمه من محاولتين انقلابيتين فاشلتين في سنة 2003م، و2004م ولكن الحظ تخلى عنه في الانقلاب الثالث، الذي أداره رفاقه في السلاح بقيادة مدير أمنه العقيد اعلي ولد محمد فال.

## المنفى
أمضى الرئيس ولد الطايع أيام الانقلاب الأولى في النيجر، ومن هناك وجه نداء عبر قناة العربية إلى الضباط وضباط الصف والجنود لوقف ما أسماه «الوضعية الإجرامية» في نواكشوط، ثم غادرها إلى غامبيا في 8 أغسطس 2005 ثم انتقل مع عائلته إلى دولة قطر في 22 أغسطس 2005. التي يقيم فيها حتى الآن ويزداد الحديث على نطاق واسع عن احتمال عودته.

## مؤلفاته
أصدر الرئيس الموريتاني السابق معاوية ولد سيدي أحمد الطائع من منفاه في قطر، كتابا تحت عنوان «نجاة العرب» في 1 يناير 2012، يتكلم فيه عن الربيع العربي والثورات التي تشهدها بعض الدول العربية، مقدماً رؤية خاصة للتحديات التي يواجهها العالم العربي.